# ハイドンのピアノ曲一覧
ハイドンのピアノ曲一覧では、フランツ・ヨーゼフ・ハイドンが作曲したピアノ曲の作品リストである。ホーボーケン番号 (Hob.) では17番 (XVII) に分類される。また4手のピアノのための作品は17a (XVIIa) である。ピアノソナタについては別の項目を参照されたい。
ハイドンが作曲したピアノ曲は、ピアノソナタより多くはないが、偽作も含まれている。

## ピアノ小品 (Hob. XVII)
| XVII | タイトル                                       | 作曲年代             | 備考 |
| ---- | ---------------------------------------------- | -------------------- | --- |
| 1    | カプリッチョ ト長調『8人のへぼ仕立て屋』       | 1765                 | 『カプリッチョ』とされているが、実質は変奏曲である。                                                                                       |
| 2    | アリエッタと20の変奏曲 イ長調                  | 1765頃/1771以前      | |
| 3    | アリエッタと12の変奏曲 変ホ長調                | 1770-74以前？        | |
| 4    | 幻想曲 ハ長調                                  | 1789？               | 『ファンタジア』とも。ハイドンは当初『カプリッチョ』と名付けていた。                                                                       |
| 5    | アンダンテと6つの変奏曲 ハ長調『やさしく快適』 | 1790                 | 晩年の作品。 |
| 6    | アンダンテと変奏曲 ヘ短調                      | 1793                 | 最も有名な作品である。原題は『ディヴェルティメント』。                                                                                     |
| 7    | 5つの変奏曲 ニ長調                             | 1750-55頃？/1766以前 | 1766年に書かれた写譜には、ハイドンの名が記されており、「旧ハイドン全集」はハイドンの作品として収録しているが、信憑性は乏しいとされている。 |
| 8    | 8つの変奏曲 ニ長調                             | 作曲年不明           | |
| 9    | アダージョ ヘ長調                              | 1785/86以前          | 1786年に出版された小品集に収録されていることから、1785年頃書かれたと推測されている。                                                       |
| 10   | アレグレット ト長調                            | 作曲年不明           | Hob. XIX-27の編曲。 |
| 11   | アンダンテ ハ長調                              | 1786以前？/1807頃？  | |
| 12   | アンダンテと変奏曲 変ロ長調                    | 1807以前             | 偽作の可能性が大きい。 |
| C1   | 小品                                           | 作曲年不明           | 偽作。タイトル不明。 |
| C2   | 3つの前奏曲 ハ長調                             | 作曲年不明           | 偽作？ |
| D1   | 変奏曲 ニ長調                                  | 作曲年不明           | かつては『ピアノソナタ』とされていた。 |
| F1   | メヌエット ヘ長調                              | 作曲年不明           | 偽作？ |
| F2   | アンダンテ ヘ長調                              | 作曲年不明           | 偽作？ |
| F3   | ソナタ ヘ長調                                  | 作曲年不明           | ヨハン・クリスティアン・バッハ作。 |
| G1   | 小品                                           | 作曲年不明           | 偽作？ |
| G2   | カプリッチョ ト長調                            | 作曲年不明           | 偽作。 |
| A1   | 変奏曲 イ長調                                  | 作曲年不明           | 偽作？ |
| A2   | 主題と変奏曲 イ長調                            | 作曲年不明           | 偽作？ |
| A3   | 変奏曲 イ長調                                  | 作曲年不明           | 偽作？ |

## 4手ピアノのための作品 (XVIIa)
| XVIIa | タイトル                    | 作曲年代   | 備考                           |
| ----- | --------------------------- | ---------- | ------------------------------ |
| 1     | 変奏曲 ハ長調『先生と生徒』 | 1778       | 『ディヴェルティメント』とも。 |
| 2     | パルティータ ヘ長調         | 作曲年不明 |                                |
| C1    | 大ソナタ ハ長調             | 作曲年不明 | 偽作？                         |

## 作品番号無し
いずれも作曲年代は不明である。
子供の協奏曲
偽作？
アレグロ・モルト ニ長調

変奏曲 ハ長調

イギリス皇太子妃お気に入りのダンス
偽作？